# خوسيه أنطونيو فالكاو
خوسيه أنطونيو فالكاو (بالبرتغالية: José António Falcão‏) هو مؤرخ برتغالي، ولد في 1961 في لشبونة في البرتغال.